# Torino-Genova 1920
La Torino-Genova 1920, prima storica ed unica edizione della corsa, si svolse il 1º agosto 1920 su un percorso di 270 km. La vittoria fu appannaggio dell'italiano Costante Girardengo, che completò il percorso in 10h28'50", precedendo i connazionali Emilio Petiva e Lauro Bordin.

## Ordine d'arrivo (Top 10)
| Pos. | Corridore           | Squadra         | Tempo     |
| ---- | ------------------- | --------------- | --------- |
| 1    | Costante Girardengo | Stucchi         | 10h28'50" |
| 2    | Emilio Petiva       | Gaia            | ?         |
| 3    | Lauro Bordin        | Bianchi-Pirelli | ?         |
| 4    | Bartolomeo Aymo     | Ganna           | ?         |
| 5    | Angelo Cerutti      | -               | ?         |
| 6    | Ottavio Pratesi     | -               | ?         |
| 7    | Edoardo Petiva      | -               | ?         |
| 8    | Luigi Sinchetto     | -               | ?         |
| 9    | Giuseppe Santhià    | Stucchi         | ?         |
| 10   | Costante Costa      | -               | ?         |